# 周屋山遗址
周屋山遗址，位于中国广东省河源市和平县附城镇，为和平县的一个县级文物保护单位，类型为古遗址，公布时间为1986年9月。
周屋山遗址的历史年代为西周－战国。